# Ruzena Blahova (manzana)
Ruzena Blahova es una  variedad cultivar de manzano (Malus domestica). Variedad de manzana obtenida a partir del cruce de 'Mother' como Parental-Madre x polen de 'James Grieve' como Parental-Padre. Criado en la Estación experimental checa de Strížovice, década de 1960. El fruto tiene pulpa de textura suave y jugosa con un sabor dulce.

## Sinonimia
- "Bláhova Reneta".

## Historia
'Ruzena Blahova' es una variedad de manzana, a partir del cruce de 'Mother' como Parental-Madre x polen de 'James Grieve' como Parental-Padre. Criado en la Estación experimental checa de Strížovice, década de 1960; introducida comercialmente en 1974.
'Ruzena Blahova' se cultiva en la National Fruit Collection con el número de accesión: 1974-206' y nombre de accesión: Ruzena Blahova. Recibido por el "National Fruit Trials" (Probatorio Nacional de Frutas) en 1974 por parte de la Universidad de Praga, Checoslovaquia.

## Características
'Ruzena Blahova' es un árbol moderadamente vigoroso, vertical, y muy resistente a las enfermedades. Portador de espuela de fructificación. Cosechas anuales moderadamente copiosos, necesita de aclareo de los frutos para que alcancen una mayor talla tiene un tiempo de floración que comienza a partir del 3 de mayo con el 10% de floración, para el 8 de mayo tiene una floración completa (80%), y para el 16 de mayo tiene un 90% caída de pétalos.
'Ruzena Blahova' tiene frutos de tamaño medio, con forma esférica a redonda, con ligera gibosidad en un lateral, con nervaduras débiles, corona débil; piel seca, opaca, de color de fondo amarillo verdoso, sobre color lavado de rojo carmín sobre el cual hay rayas algo más oscuras, con un patrón de chapa / rayas, ruginoso-"russeting" (pardeamiento áspero superficial que presentan algunas variedades) bajo; cáliz grande y cerrado, a veces parcialmente abierto, colocado en una cuenca medianamente profunda y media, rodeada por una corona ligeramente nudosa; pedúnculo corto, de calibre grueso, y se encuentra en una cavidad poco profunda, estrecha con ruginoso-"russeting" en las paredes que sobresale al hombro ; pulpa de color amarillento, de textura firme y es jugosa al mismo tiempo,  sabor dulce y muy excelente.
Su época de recogida a partir de mediados de octubre, madura para el consumo en diciembre y se puede almacenar hasta marzo.

## Usos
Un fruto excelente como postre de manzana de mesa fresca.

## Ploidismo
Diploide auto estéril; necesita polinizador. Grupo de polinización C. Día 10.